# Nannopus perplexus
Nannopus perplexus är en kräftdjursart som först beskrevs av Sars 1909.  Nannopus perplexus ingår i släktet Nannopus och familjen Huntemanniidae. Inga underarter finns listade i Catalogue of Life.